# Lane (Karolina Południowa)
Lane – miasto w Stanach Zjednoczonych, w stanie Karolina Południowa, w hrabstwie Williamsburg.